# Fleetway Publications
Fleetway Publications era una compañía editorial de revistas con base en Londres. Fue fundada en 1959 cuándo Mirror Group adquirió Amalgamated Press, cuya base entonces estaba en Fleetway House, calle Farringdon, Londres. Fue una de las compañías que se fusionaron al grupo IPC grupo en 1963, y la marca Fleetway continuó siendo utilizada hasta 1968 cuando todas las publicaciones de IPC estuvieron reorganizadas al unitarios IPC Magazines.
En 1987, la línea de cómics de IPC fue vendida a Robert Maxwell como Fleetway Publications. Egmont UK compró Fleetway de parte de Maxwell en 1991, fusionándola con su propia operación de publicación de cómics, London Editions, para formar Fleetway Editions, pero el nombre "Fleetway" cesó para aparecer en sus cómics algún tiempo después de 2002.
En agosto de 2016, Rebellion Developments adquirieron la biblioteca de publicaciones del Fleetway de parte de Egmont, haciéndolo el dueño de todos sus personajes de cómics y los títulos crearon por las filiales de IPC después del 1 de enero de 1970, junto con 26 personajes específicos qué aparecieron en Buster y Roy of the Rovers. IPC retuvo sus otros personaje y títulos de cómics, incluyendo a Sexton Blake, The Steel Claw y Battler Britton, hasta 2018 cuándo los vendió también a Rebellion. La excepción fue Dan Dare, el cual fue vendido por separado y es ahora poseído por Dan Dare Corporation.